# Jean de Préchac
 (juillet 2018).
Si vous disposez d'ouvrages ou d'articles de référence ou si vous connaissez des sites web de qualité traitant du thème abordé ici, merci de compléter l'article en donnant les références utiles à sa vérifiabilité et en les liant à la section « Notes et références ».
Jean de Préchac est un écrivain français né à Buzy en 1647 et décédé à Pau en 1720.

## Œuvre
Auteur de romans d'aventure, de nouvelles historiques, d'histoires galantes et de contes de fées :
- L'Héroïne mousquetaire, 1677-1678.
- Ambitieuse Grenadine, 1678
- Le Voyage de Fontainebleau, 1678
- Yolande de Sicile, 1678
- Le triomphe de l'amitié, 1679
- Noble Vénitienne, ou La Bassette, 1679
- L'Illustre Parisienne, 1679.
- Voyage de la Reine d'Espagne, 1680
- Nouvelles galantes du temps et à la mode, 1680.
- Le beau Polonais, 1681
- La Querelle des Dieux sur la Grossesse de Madame la Dauphine, 1682.
- Le fameux voyageur, 1682
- Duchesse de Milan, 1682
- La Cour, 1683
- Le bâtard de Navarre, 1683
- Le secret, 1683
- Relation d'un voyage fait en Provence, 1683
- Le Comte de Tekely, 1684
- La Jalousie des Dieux, vers 1686.
- Contes moins contes que les autres, Sans Parangon et La reine des fées, 1 volume, Paris, Barbin, 1698.